# Nicollet
Nicollet is een plaats (city) in de Amerikaanse staat Minnesota, en valt bestuurlijk gezien onder Nicollet County.

## Demografie
Bij de volkstelling in 2000 werd het aantal inwoners vastgesteld op 889.
In 2006 is het aantal inwoners door het United States Census Bureau geschat op 1030, een stijging van 141 (15,9%).

## Geografie
Volgens het United States Census Bureau beslaat de plaats een oppervlakte van
2,3 km², geheel bestaande uit land. Nicollet ligt op ongeveer 300 m boven zeeniveau.

## Plaatsen in de nabije omgeving
De onderstaande figuur toont nabijgelegen plaatsen in een straal van 20 km rond Nicollet.